# Politik Somalias
Die Politik Somalias ist seit 1991 durch den somalischen Bürgerkrieg geprägt. In dessen Verlauf zerfiel das Land in verschiedene Machtbereiche, die nun von Clans und Kriegsherren umkämpft werden. Die Politik Somalilands ist von derjenigen des übrigen Somalia losgelöst, seit sich Somaliland 1991 einseitig für unabhängig erklärte. Puntland ist seit 1998 de facto eine autonome Region, 2006 erklärte Galmudug seine Unabhängigkeit. Ab 2000 bestand eine international anerkannte Übergangsregierung, die sich nach der Verdrängung der Union islamischer Gerichte Anfang 2007 in der Hauptstadt Mogadischu und im übrigen Land zu etablieren versuchte. Im August 2012 wurde die Übergangsregierung aufgelöst und durch eine föderale Regierung ersetzt.

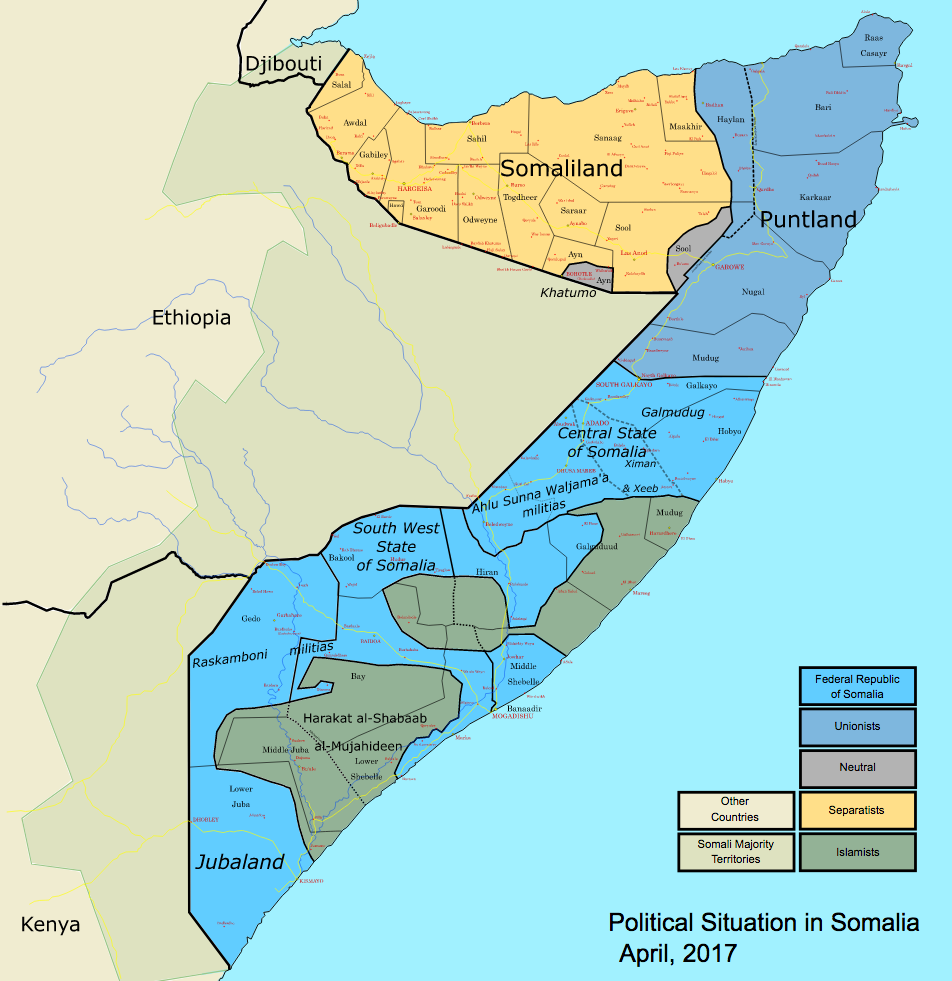
Karte der politischen Lage in Somalia

## Geschichte
Für eine ausführlichere Darstellung siehe Geschichte Somalias.
Der Staat Somalia entstand 1960 aus der Vereinigung der beiden Kolonialgebiete Britisch-Somaliland und Italienisch-Somaliland. Erster Präsident wurde Aden Abdullah Osman Daar von der stärksten Partei Somali Youth League (SYL). Er wurde nach den Wahlen 1967 von Abdirashid Ali Shermarke, ebenfalls von der SYL, abgelöst.
1969 wurde Shermarke ermordet, und mit der Machtübernahme prosowjetischer Militärs unter Siad Barre endete die Demokratie. Die Barre-Regierung lehnte sich zunächst an die Sowjetunion an und versuchte einen „wissenschaftlichen Sozialismus“ einzuführen. 1976 ging die Macht formell von der Militärregierung an die Somalische Revolutionäre Sozialistische Partei über, verblieb aber in Wirklichkeit bei Siad Barre und dessen Gefolgsleuten. Im Verlauf des Ogadenkrieges 1977/78 brach die somalische Regierung mit der Sowjetunion, da diese nunmehr das gegnerische Derg-Regime Äthiopiens unterstützte, und erhielt seither von den USA Unterstützung.
Nach dem Ogadenkrieg wuchs in verschiedenen Landesteilen die Unzufriedenheit mit der autoritären Regierung, und es entstanden bewaffnete Rebellenorganisationen wie SSDF, SNM und USC, die 1991 zum Sturz der Barre-Regierung führten. Danach konnte sich jedoch keine Nachfolgeregierung etablieren, und es kam zu Machtkämpfen und Bürgerkrieg. 1992–1995 versuchten die UN und die USA erfolglos, durch die UNOSOM/UNITAF-Interventionen den Frieden wiederherzustellen. Seither wird Somalia oft als „gescheiterter Staat“ bezeichnet. 1998 erklärte Puntland seine Unabhängigkeit.
2000 wurde nach Friedensverhandlungen in Dschibuti eine Übergangsregierung gebildet, die sich jedoch nicht durchsetzen konnte, da sie nicht die Unterstützung aller Kriegsparteien fand. So bildeten Hussein Mohammed Farah und die Rahanweyn-Widerstandsarmee in Baidoa die „Gegenregierung“ SRRC. Übergangspräsident war 2000–2004 Abdikassim Salat Hassan, gefolgt von Abdullahi Yusuf Ahmed, dem vormaligen Präsidenten von Puntland. Letzteres schloss sich der Übergangsregierung an, gab seine De-facto-Unabhängigkeit auf und strebt weiter eine Autonomie innerhalb Somalias an. 2005 verlegte die Übergangsregierung ihren Sitz nach Baidoa.
2006 erlangte die Union islamischer Gerichte die Kontrolle über Mogadischu und weitere Landesteile und bedrängte die Übergangsregierung militärisch. Äthiopien, das in der Union eine Bedrohung sah, marschierte daraufhin in Somalia ein und verdrängte die Union. Die Übergangsregierung zog nach Mogadischu ein und versuchte, eine Kontrolle über das übrige Land zu etablieren. Bei Teilen der Bevölkerung war sie wegen ihrer Unterstützung durch Äthiopien jedoch in Misskredit geraten, und die islamistischen Organisationen bedrängten die demokratischen Kräfte weiterhin. Während die Allianz für die Wiederbefreiung Somalias im Juni 2008 ein Waffenstillstandsabkommen mit der Übergangsregierung schloss, in dem der Abzug Äthiopiens vereinbart wurde, kämpft die al-Schabaab weiterhin für einen Gottesstaat. Besonders zwischen 2009 und 2011 konnte die Miliz große Teile Südsomalias unter ihre Kontrolle bringen. Daraufhin wurde die Kapazität der Friedenstruppe der Afrikanischen Union stark erhöht und im Oktober 2011 marschierten kenianische Truppen im Nachbarland ein. Das gemeinsame Vorgehen von Regierungstruppen, lokalen Milizen und der kenianischen Armee sorgte dafür, dass Shabaab stark zurückgedrängt wurde.
So konnten im August 2012 erstmals wieder Wahlen abgehalten werden, die nach einer neuen Verfassung erfolgten. Somalia wurde in einen Bundesstaat umgewandelt, der aus mehreren Gliedstaaten bestehen soll. Im Herbst 2012 löste die Bundesregierung Somalias die bisherige Übergangsregierung ab. Seit August 2013 ist Jubaland der erste offizielle Gliedstaat Somalias, seit März 2014 existiert mit Südwestsomalia ein weiterer. In Galmudug ist die Errichtung eines Gliedstaates in Vorbereitung, und auch mit Puntland werden Gespräche über eine Reintegrierung in die Staatsordnung geführt.

### Wahlen und Abstimmungen

#### Verfassungsreferendum 1961
Beim Verfassungsreferendum 1961 nahmen 90,56 % der Abstimmenden die neue Verfassung an.
Im Norden Somalias, wo sich viele im Gesamtgebilde Somalia marginalisiert fühlten, lag die Zustimmung unter 50 %, was allerdings wegen der geringen Bevölkerungszahl des Nordens wenig ins Gewicht fiel.

#### Nationalversammlungswahl 1964
Bei den Nationalversammlungswahlen 1964 gewann die Somalische Jugendliga (SYL) 69 von 123 Sitzen. 22 Sitze gingen an den Somalischen Nationalen Kongress (SNC), 15 an die Somalische Demokratische Union (SDU), 9 an die Somali Independent Constitutional Party (HDMS) und 8 an übrige Parteien.

#### Nationalversammlungswahl 1969
In den Nationalversammlungswahlen im März 1969 kam die SYL mit 33,24 % Stimmenanteil auf 73 Sitze, der SNC auf 11, die HDMS auf 8, die Somali African National Union (SANU) auf 6, die Liberal Somali Youth Party (PLGS) auf 3 und die SDU auf 2. 38,79 % der Stimmen verteilten sich auf weitere Parteien, die zusammen 20 Sitze gewannen.
Etliche Kandidaten hatten sich lediglich für die Wahlen einer bestimmten Partei angeschlossen und liefen danach zu den erfolgreichsten Parteien über. So wuchs die Fraktion der SYL bis Ende Mai 1969 von 73 auf 109 Abgeordnete an. Mit der Bildung einer Koalition mit den 11 SNC-Abgeordneten kam die SYL schließlich auf 120 der 123 Sitze.
| Partei                                         | Stimmenanteil | Anzahl Sitze |
| ---------------------------------------------- | ------------- | ------------ |
| Somali Youth League (SYL)                      | 33,24 %       | 73           |
| Somali National Congress (SNC)                 | 9,89 %        | 11           |
| Somali Independent Constitutional Party (HDMS) | 3,54 %        | 8            |
| Somali African National Union (SANU)           | 5,37 %        | 6            |
| Liberal Somali Youth Party (PLGS)              | 3,28 %        | 3            |
| Somali Democratic Union (SDU)                  | 5,89 %        | 2            |
| Sonstige                                       | 38,79 %       | 20           |

#### Verfassungsreferendum 1979
Hauptpunkt der neuen Verfassung war die Errichtung eines Einparteienstaates unter der Somalischen Revolutionären Sozialistischen Partei. Die Vorlage wurde von 99,78 % der Abstimmenden gutgeheißen.

#### Präsidentschaftswahl 2000
2000 wählten 238 Teilnehmer einer Friedenskonferenz im dschibutischen Arta einen Präsidenten für die neugebildete Übergangsregierung. Abdikassim Salat Hassan setzte sich nach drei Wahlgängen gegen Abdullahi Ahmed Adow, Ali Khalif Galaid, Ali Mahdi Mohammed und 12 weitere durch. Im ersten Wahlgang erhielt er 78 Stimmen (33,19 %), im zweiten Wahlgang 124 (52,54 %) und im dritten 145 (61,18 %).

#### Präsidentschaftswahl 2004
2004 bestimmte das 275-köpfige Übergangsparlament einen neuen Präsidenten. Gewählt wurde nach drei Wahlgängen Abdullahi Yusuf Ahmed, der sich schließlich mit 189 Stimmen (70,52 %) durchsetzte. Er gewann gegen Abdullahi Ahmed Adow, Mohammed Afrah Qanyare, Abdulrahman Jamma Barre, den erneut kandidierenden Abdikassim Salat Hassan, Mohammed Hassan Adow, Musa Sudi Yalahow, Osman Jama Ali und 18 weitere.

#### Präsidentschaftswahl 2009
Nachdem Ahmed im Dezember 2008 zurückgetreten war, kam es zu Neuwahlen. Im Zuge der Versöhnung mit der moderaten islamistischen Opposition wurde das Übergangsparlament zuvor auf 550 Sitze erhöht. In drei Wahlgängen wurde aus 14 Kandidaten gewählt, wobei die meisten nach der ersten Runde ihre Kandidatur zurückzogen. In der Stichwahl gewann der bisherige Präsident Ahmed mit 293 zu 126 Stimmen gegen Maslah Mohamed Siad.

#### Präsidentschaftswahl 2012
Nachdem im August 2012 die neue Verfassung verabschiedet und ein Parlament zusammengestellt worden war, wählte dieses im September den neuen Präsidenten. Insgesamt gab es 25 Kandidaten, unter ihnen erneut Sharif Ahmed sowie der Premierminister und der Parlamentssprecher. Der Bürgeraktivist Hassan Sheikh Mohamud gewann im zweiten Durchgang mit 190 zu 79 Stimmen gegen Sharif Ahmed.

#### Präsidentschaftswahl 2017
Mohamed Abdullahi Mohamed wird gewählt.

#### Präsidentschaftswahl 2022
Hassan Sheikh Mohamud wird zum zweiten Mal Präsident.
siehe auch → Kategorie:Wahl in Somalia

## Politische Parteien
1943 wurde die Somalische Jugendliga (SYL) als erste politische Partei in Italienisch-Somaliland gegründet. Ihre Ziele waren die Unabhängigkeit und Vereinigung aller Somali-Gebiete, die Schaffung besserer Bildungsmöglichkeiten wie auch eine Modernisierung der Gesellschaft. Sie gewann im ganzen Land Unterstützung über die traditionellen Clangrenzen hinweg. Weitere Parteien, die bald gegründet wurden, waren dagegen meist auf Clan- oder Regionalebene abgestützt, so die Somalische Nationale Liga, die beim Isaaq-Clan in Nordsomalia stärkste Partei war, die von den Dir und Darod im Norden unterstützte Vereinigte Somali-Partei und etliche kleine Parteien.
Nach der Machtübernahme Siad Barres 1969 wurden sämtliche politische Parteien verboten. 1976 wurde die Somalische Revolutionäre Sozialistische Partei als Regierungspartei und einzige legale Partei gegründet (Einparteiensystem). Seit der Entmachtung ihres Regimes 1991 hat sie keine Bedeutung mehr.
Anschließend bestanden anstelle herkömmlicher politischer Parteien Kriegsparteien. Bei diesen handelt es sich um Clans, Kriegsherren und deren Milizen. Seit Ende der 2000er Jahre entstehen zunehmend neue Parteien, so etwa die Partei für Frieden und Entwicklung von Präsident Hassan Sheikh Mohamud. Die Partei Tayo des ehemaligen Premierministers Mohamed Abdullahi Mohamed ist sozialdemokratisch und liberal angehaucht, während auch ein Ableger der Grünen existiert. Das Bündnis Daljir vereint die drei größten muslimischen Parteien.

## Verwaltungsgliederung/Gebiete
Offiziell ist Somalia in 18 Regionen, genannt gobolada, eingeteilt. Diese Einteilung hat heute aber nur beschränkte Bedeutung. Seit 2012 gibt es zudem offiziell die Möglichkeit, dass sich Regionen zu Bundesstaaten zusammenschließen. So sollen die lokalen Regime legalisiert und legitimiert werden.
Die Regionen Awdal, Sanaag, Sool, Togdheer und Woqooyi Galbeed bilden das seit 1991 de facto unabhängige Somaliland. Das de facto autonome Puntland umfasst die Regionen Bari, Nugaal und Teile von Mudug und erhebt zudem Anspruch auf Teile von Sool und Sanaag. 2007 erklärten Warsangeli-Darod in Sanaag die Unabhängigkeit Maakhirs von Somaliland wie von Puntland. Nach Auflösung der Regierung und mit der Beteiligung ihres Vertreters an der Wahl zum Präsidenten von Puntland, ist Maakhir im Januar 2009 in Puntland aufgegangen. Im äußersten Süden des Landes gibt es die anerkannten Bundesstaaten Jubaland und Südwestsomalia. Ende 2006 erklärte sich Galmudug, das Teile von Galguduud und Mudug kontrolliert, für unabhängig – hier soll in nächster Zeit ein offizieller Bundesstaat errichtet werden.

## Parlament
Nach der Unabhängigkeit Somalias wurden die 90 Sitze umfassende Gesetzgebende Versammlung von Italienisch-Somaliland und der Legislativrat von Britisch-Somaliland mit 33 Sitzen zur Nationalversammlung mit 123 Sitzen zusammengelegt.
1979 wurde ein „Volksparlament“ gewählt, das ausschließlich aus Mitgliedern der Somalischen Revolutionären Sozialistischen Partei bestand.
Seit 2004 bestand ein Föderales Übergangsparlament (Transitional Federal Parliament) mit 275 Abgeordneten. Die Sitze in dem Einkammerparlament wurden nach Clanzugehörigkeit verteilt, wobei den vier großen Clans der Hawiya, Darod, Rahanweyn und Dir je 61 Sitze zustehen und 31 Sitze für Minderheiten reserviert waren. (Die Isaaq waren nicht vertreten, da sie größtenteils in Somaliland leben, das sich an der Übergangsregierung nicht beteiligte.)
Im August 2012 wurde im Zusammenhang mit der Auflösung der Übergangsregierung und der Gründung einer Bundesrepublik in Somalia ein Bundesparlament gewählt.

## Außenpolitik
Die Beziehungen zu den Nachbarländern Äthiopien, Kenia und Dschibuti sind traditionell gespannt, da Somalia Anspruch auf von ethnischen Somali bewohnte Teile der Nachbarstaaten erhebt (siehe auch Groß-Somalia).
Besonders Äthiopien unterstützte verschiedentlich Kriegsparteien in Somalia, so die Separatisten in Puntland oder Hussein Mohammed Farah und dessen Bündnis SRRC, die sich gegen die Übergangsregierung wandten. Ende 2006 marschierte Äthiopien auf der Seite der Übergangsregierung gegen die Union islamischer Gerichte in Somalia ein und ist seither militärisch präsent. Innerhalb der Übergangsregierung bestehen Differenzen bezüglich der Haltung gegenüber Äthiopien.
Auch dem mit Äthiopien verfeindeten Eritrea wird vorgeworfen, Truppen in Somalia stationiert zu haben und antiäthiopische Kräfte im Land zu unterstützen.
Die regionale Organisation IGAD unterstützt die Übergangsregierung und die äthiopische Intervention in Somalia.

### Mitgliedschaft in Internationalen Organisationen
Somalia, vertreten durch die Bundesregierung, ist Mitglied der Vereinten Nationen, der Arabischen Liga, der Organisation der Islamischen Konferenz, der Bewegung der blockfreien Staaten, der Afrikanischen Union, der Intergovernmental Authority on Development (IGAD) und der Gemeinschaft der Sahel-Saharanischen Staaten.